# Ilderico
Ilderico (?-?), noble visigodo, conde de Nimes.

## Biografía
Encabeza una rebelión contra el rey Wamba, en 673, apoyado por el obispo de Magalona, Gumildo, el abad Ramiro y otros nobles godos, siendo proclamado rey en Septimania en 673. El obispo de Nimes, Aregio, no secundó la rebelión y fue depuesto por Ilderico, quien lo llevó encadenado al reino de los francos, colocando en su lugar a Ranimiro, que fue consagrado por dos obispos del Reino Franco, cuando la consagración de un obispo exigía, legalmente, la presencia de tres obispos de la misma provincia según el canon diecinueve del IV Concilio de Toledo.
Al levantarse, poco después, el general Paulo, Ilderico lo reconoció como rey. Muchos hebreos, perseguidos, apoyaron su rebelión. El rey Wamba envía contra él un ejército encabezado por Paulo, pero éste lo reemplaza, proclamándose rey a su vez. Se desconoce su destino a partir de este momento. Wamba, al final, redujo a los sediciosos, a quienes se les incautaron sus bienes, y tomó la plaza.
- Datos: Q4895735